# مونستر (سكسونيا السفلى)
مونستر نيدرزاكسن (بالألمانية: Munster, Lower Saxony) هي بلدة ألمانية تقع في ألمانيا في سكسونيا السفلى. يقدر عدد سكانها بـ 17,526 نسمة .

## المدن التوأمة
مدن رادكليف (كنتاكي)، ميتشورينسك وÉragny هي مدن توأمة لـمونستر نيدرزاكسن.